# 金の装飾 (クルアーン)
『金の装飾』とは、クルアーンにおける第43番目の章（スーラ）。89の節（アーヤ）から成る。
章の冒頭に神秘文字（Muqatta'at）が置かれているもの（計29スーラ）のうちの一つ。